# Crina-Fiorela Chilat
Crina-Fiorela Chilat (n.  ?) este un deputat român, ales în 2024 din partea PSD. 